# Platanina mrežasta stjenica
Platanina mrežasta stjenica (lat. Corythucha ciliata)  je vrsta kukaca iz porodice Tingidae.

## Opis
Potječe iz Novog svijeta, ali je uvedena i proširila se u Europi. To je mali, bjelkasti kukac i hrani se na donjoj strani lišća, sisajući biljni sok.
Platanina mrežasta stjenica je mliječno-bijele boje i između 3,2 i 3,7 mm duljine. Slična je izgleda kao Corythucha gossypii i Corythucha floridana, ali nedostaje smeđi pojas u obliku polumjeseca na hrptu na stijenkama tijela. Jedina smeđa boja je malo mjesto na izbočini na svakom krilu. Nimfe su ovalna oblika, dorzo-ventralno spljoštene, crne i žilave. Slična vrsta je hrastova mrežasta stjenica.

## Distribucija i domaćini
Platanina mrežasta stjenica je izvorna u Sjevernoj Americi i nalazi se na stablima domaćina. Glavni domaćin je američka platana (lat. Platanus occidentalis), ali se ponekad nalazi i na drugim vrstama platana, a zabilježen je i na vrstama kao što su: papirokori dudovac (lat. Broussonetia papyrifera), obična karija (Carya ovata, grmovi Chamaedaphne sp., jaseni (lat. Fraxinus sp.), lovorolisni hrast (Quercus laurifolia) i američki likvidambar (lat. Liquidambar styraciflua). 
U Europi je platanina mrežasta stjenica prvi put uočena 1964. godine u Padovi, u Italiji, a od tada se proširila diljem Južne i Srednje Europe, najčešće na gorskom javoru (lat. Acer pseudoplatanus). Iako sama po sebi ne šteti stablimaa u Srednjoj Europi često se nalazi u suradnji s dvije biljne patogene gljivice koje mogu štetiti stablima. To su Apiognomonia veneta i Ceratocystis fimbriata, što je dovelo do hipoteze da može djelovati kao vektor za ove gljive. 
Nakon parenja, ženka postavlja jaja na donjoj strani lista. Kada se jaja izlegu, potomstvo u početku ostane blizu, samo se kreće na novi list. Probijaju epidermu listova sa svojim ustima i isušuju sok. Nimfe prolaze nepotpunu metamorfozu kako bi postale odrasle. Tijekom ljeta u Oklahomi, cijeli ciklus traje oko 44 dana. U toplijim dijelovima SAD-a, godišnje mogu imati nekoliko generacija. Kukci su ograničeni na donji dio lišća, gdje se mogu vidjeti male crne točkice. Gornja površina listića isprva je bijela, u blizini žila, a list postupno postaje blijed ili brončane boje i može rano pasti. Prezimljavanje se općenito odvija tako da odrasle jedinke prežive u pukotinama ili pod korom, a u stanju su izdržati temperature do najmanje -24 ° C.

## Vanjske poveznice
|  | Zajednički poslužitelj ima stranicu o temi Corythucha ciliata    |
|  | Zajednički poslužitelj ima još gradiva o temi Corythucha ciliata |